# Wilhelm Marmé
Wilhelm Heinrich Theodor Ernst Marmé (* 19. Februar 1832 in Dierdorf; † 27. Juni 1897 in Göttingen) war ein deutscher Pharmakologe. Marmé war Professor der Pharmakologie an der Universität Göttingen.

## Leben
Marmé studierte Medizin an den Universitäten in Bonn, Heidelberg, Berlin und Breslau. An der Breslauer Universität promovierte er 1857 mit der Dissertation De lucis vi experimenta nonnulla zum Doktor der Medizin. Seine Doktorarbeit behandelt eine Experimentaluntersuchung über die Wirkung des Lichts auf den Verlauf biologischer Vorgänge, die er unter Leitung von Jacob Moleschott, Privatdozent an der Heidelberger Universität, durchführte.
1858 legte Marmé die Staatsprüfung ab und habilitierte sich 1865 an der Medizinischen Fakultät der Universität Göttingen als Dozent der Pharmakologie. Er hielt aber auch Vorlesungen über medizinische Elektrizitätslehre sowie über die Geschichte der Medizin. 1872 wurde er außerordentlicher Professor der Pharmakologie in Göttingen. Ein Jahr später war Marmé Mitbegründer und ab 1875 erster Leiter des Pharmakologischen Instituts an der Göttinger Universität. Das Institut war zunächst in Wrisbergischem Haus untergebracht, 1877 im alten Auditorium-Gebäude und 1892 im Ernst-August-Hospital. 1875 erhielt er eine ordentliche Professur der Pharmakologie an der Universität Göttingen.
Für seine Verdienste wurde ihm 1892 der Titel eines Geheimen Medizinalrates verliehen. Wilhelm Marmé starb am 27. Juni 1897, im Alter von 65 Jahren, in Göttingen.
Marmé war Autor zahlreicher Fachveröffentlichungen. Einen Teil seiner Arbeiten verfasste er gemeinsam mit Theodor Husemann und Georg Meissner. Zahlreiche kleinere Werke veröffentlichte er in den Nachrichten von der Königlichen Gesellschaft der Wissenschaften zu Göttingen. Als selbstständige Arbeiten erschien 1880 der Grundriß der Vorlesungen über Pharmacognosie des Pflanzen- und Thierreichs und 1886 das Lehrbuch der Pharmacognosie des Pflanzen- und Thierreichs.

## Veröffentlichungen (Auswahl)
- De lucis vi experimenta nonnulla. (Dissertationsschrift), Breslau 1857.
- Ueber die physiologische Wirkung des Helleborein und Helleborin, die wirksamen Bestandtheile der radix Helle bori nigri und viridis. Göttingen 1865. (Digitalisat.)
- Ueber Wirkung und Vorkommen des Cytisin. Göttingen 1871. (Digitalisat.)
- Vergleichende Versuche über die giftige Wirkung der Arsenigen Säure und der Arsensäure. Göttingen 1875. (Digitalisat.)
- Grundriß der Vorlesungen über Pharmacognosie des Pflanzen- und Thierreichs. Göttingen 1880.
- Lehrbuch der Pharmacognosie des Pflanzen- und Thierreichs. Leipzig 1886.